# ゲルセミ
ゲルセミ(Gersemi、Gersimi、Gerseme)は、北欧神話の愛の女神フレイヤとその夫オーズの娘で、その名前は「宝石」を意味する。
日本語ではゲルシミ、ゲルセメと書かれることもある。
姉にフノスがいる。『ユングリング家のサガ』第10章では北欧人が高価な物をフノスとゲルセミの名前で呼んだといわれている。